# Trzeciobazowy

Pozycja trzeciobazowego.

Trzeciobazowy (ang. third baseman, w skrócie 3B) – w baseballu zawodnik drużyny broniącej, grający w pobliżu trzeciej bazy. W zapisie meczowym trzeciobazowy odnotowywany jest jako numer 5.